# Sproeitoren

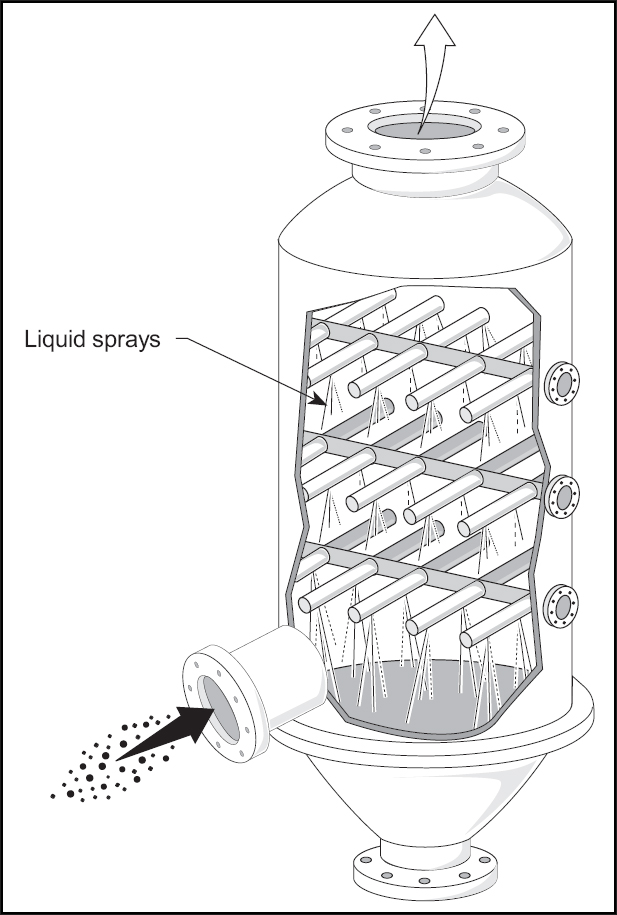
Voorbeeld van een sproeitoren.

Een sproeitoren, sproeikamer of verstuivingstoren is een cilindervormige kolom waar bovenin water door sproeiers wordt verneveld. Tegelijkertijd wordt van onderaf warme gassen of hete lucht in een tegenstroom omhoog geblazen. Door de behandeling worden de neveldruppels gedroogd. De centrifugale werking zorgt ervoor dat reeds onderaan de kolom grove deeltjes worden afgescheiden. De fijnheid van de vloeistofdruppels vergroot het reactieoppervlak. 
Sproeitorens met mee- of kruisstromen worden gebruikt om gasvormige componenten te verwijderen.

## Principe
Een sproeizuiger is in wezen een cilindervormige tank waarin op een of meer niveaus sproeikoppen zijn aangebracht om het door de tank stromende gas te bevochtigen. Het aantal en de plaatsing van de sproeiers is afhankelijk van de dimensies van de container. De container is grotendeels vrij van inwendige delen, zodat de resulterende druppels ongehinderd naar beneden kunnen vallen. Warmte- en massaoverdracht vinden plaats op het fase-raakvlak tussen de druppels en het gas. De scheiding van de deeltjes vindt plaats wanneer de deeltjes zich aan de druppels hechten. De gasstroom kan zowel in tegen- als in tegenstroom zijn. Een druppelafscheider aan de uitgang van de gassectie voorkomt het uitstromen van wasvloeistof.

## Gebruik
Sproeiwassers worden gebruikt om verontreinigende gassen of deeltjes te verwijderen uit afval- of procesgassen. Sub-microndeeltjes, d.w.z. deeltjes met een diameter kleiner dan één micrometer, worden echter nauwelijks afgescheiden door sproeiwassers vanwege de lage relatieve snelheid tussen gas en vloeistof.
Een typische toepassing van sproeischrobbers is daarmee rookgasontzwaveling in met fossiele brandstoffen gestookte energiecentrales. Ook het oxiderende van rioolgassen wordt vaak met behulp van sproeischrobbers uitgevoerd. In combinatie met elektrostatische precipitators worden sproeischrobbers als zogenaamde natte elektrostatische precipitators gebruikt. Sproeischrobbers kunnen ook worden gebruikt voor de verwijdering van zwevende deeltjes.
Een andere mogelijke toepassing voor sproeiwassers is gaskoeling, met name het snel afkoelen van hete gassen (quenching). Daarnaast wordt het principe van de sproeischrobber ook gebruikt voor het conditioneren van de toevoerlucht van airconditioningsystemen.